# Konstantin Stoiłow
Konstantin Stoiłow Konstantinow (bułg. Константин Стоилов Константинов; ur. 23 września 1853 w Płowdiwie, zm. 23 marca 1901 w Sofii) – bułgarski prawnik i polityk, przywódca Partii Narodowej, deputowany do Zwyczajnego Zgromadzenia Narodowego 1. (1879), 2. (1880) 4. (1884–1886), 5. (1887–1889), 6. (1890–1892), 8. (1894–1896), 9. (1896–1898), 10. (1899–1900) oraz Wielkiego Zgromadzenia Narodowego 1. (1879), 2. (1881) i 3. kadencji (1886–1887), minister sprawiedliwości (1883, 1886–1888 i 1895–1896), spraw wewnętrznych (1896–1899), finansów (1887), spraw zagranicznych i wyznań religijnych (1881, 1883, 1886, 1896–1899), dwukrotnie premier Bułgarii (1887, 1894–1899).

## Życiorys

### Wykształcenie i praca zawodowa

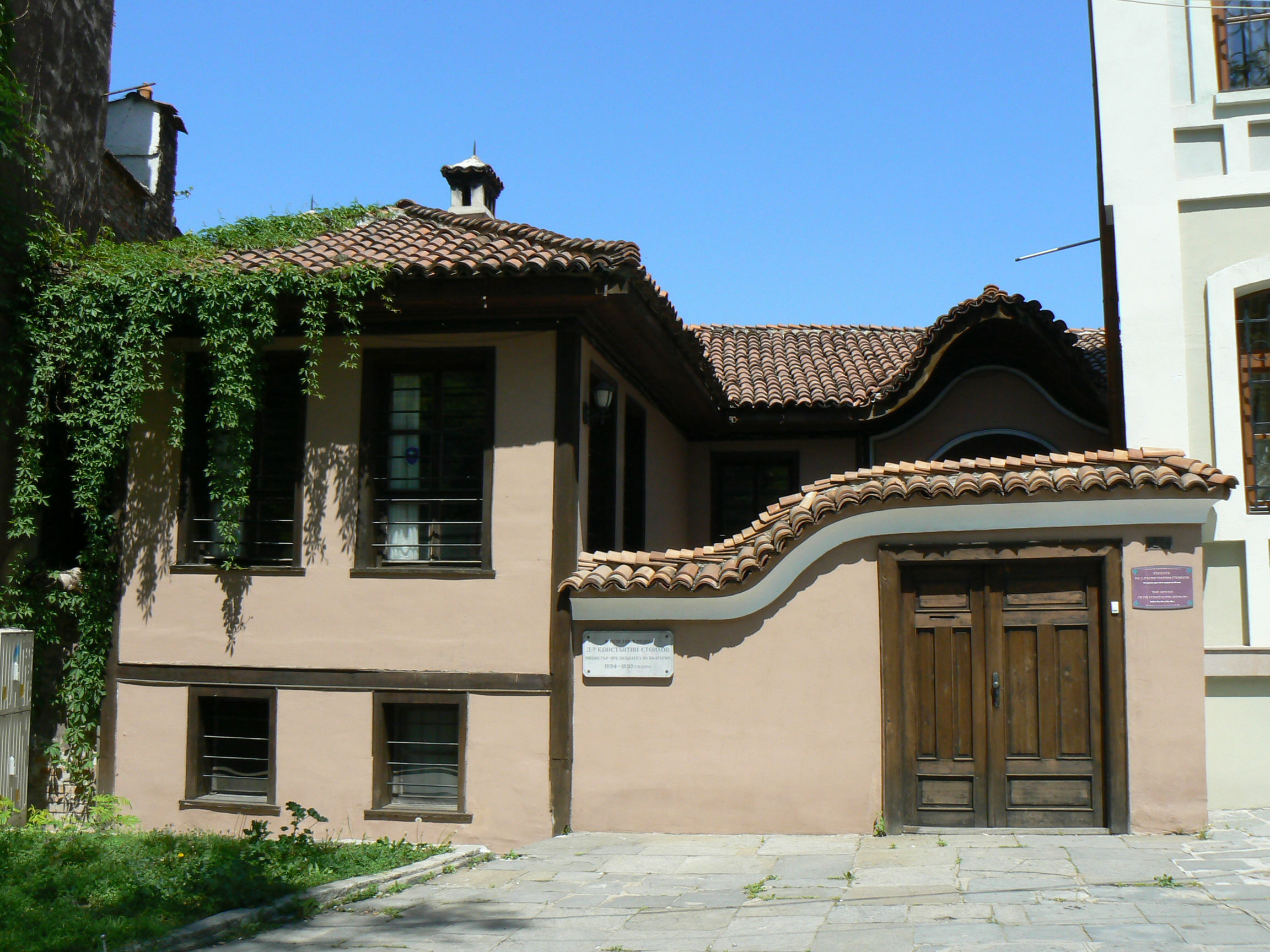
Dom rodzinny Stoiłowa w Płowdiwie

Urodził się w zamożnej rodzinie Stoiła Konstantinowa i Marii z d. Morawenowej. Podstawową edukację odebrał w rodzinnym Płowdiwie, następnie kształcił się w amerykańskiej szkole Robert College w Stambule. Odbył studia prawnicze w Paryżu, a na uniwersytecie w Heidelbergu w 1877 obronił pracę doktorską. Następnie powrócił do ojczyzny i w 1878 podjął pracę w Sądzie Okręgowym w Płowdiwie. W styczniu 1879 przeniósł się do Sofii i objął stanowisko przewodniczącego Sądu Okręgowego. Brał udział w przygotowaniu konstytucji tyrnowskiej. Po objęciu władzy przez księcia Aleksandra I Battenberga pełnił funkcję jego osobistego sekretarza, a następnie kierował gabinetem politycznym księcia.

### Kariera polityczna
W 1881 objął po raz pierwszy stanowisko ministra spraw zagranicznych. W październiku 1881 przerwał karierę polityczną i odbył służbę wojskową w 2 pułku kawalerii w Szumenie. Dosłużył się stopnia podporucznika. Pod koniec 1882 ponownie stanął na czele resortu spraw zagranicznych. Z powodu konfliktów z rosyjskimi doradcami po dwóch miesiącach został zmuszony do dymisji. Jako przedstawiciel Bułgarii podpisywał międzynarodową konwencję kolejową, zakładającą budowę linii kolejowej z Wiednia do Stambułu przez terytorium Bułgarii. W 1883 objął stanowisko ministra sprawiedliwości w rządzie Dragana Cankowa, ale zrezygnował po trzech miesiącach. Po dymisji podjął pracę w zawodzie adwokata, w tym czasie został przyjęty do Bułgarskiego Towarzystwa Literackiego.
W 1885 wziął udział w wojnie serbsko-bułgarskiej jako dowódca oddziału kawalerii. Za swoją postawę został odznaczony Orderem Waleczności 4 kl. Po obaleniu ks. Aleksandra w 1886 przejmuje na krótko kierownictwo resortu spraw zagranicznych, a następnie resortu sprawiedliwości. W 1886 został wybrany przez Wielkie Zgromadzenie Narodowe członkiem trzyosobowej delegacji, która miała znaleźć odpowiedniego kandydata na tron bułgarski. W 1887 negocjował z Ferdynandem Koburgiem warunki objęcia przez niego tronu bułgarskiego. W sierpniu 1888 udał się do Europy Zachodniej próbując przekonać tamtejszych polityków, co do konieczności przeprowadzenia reform w Macedonii.

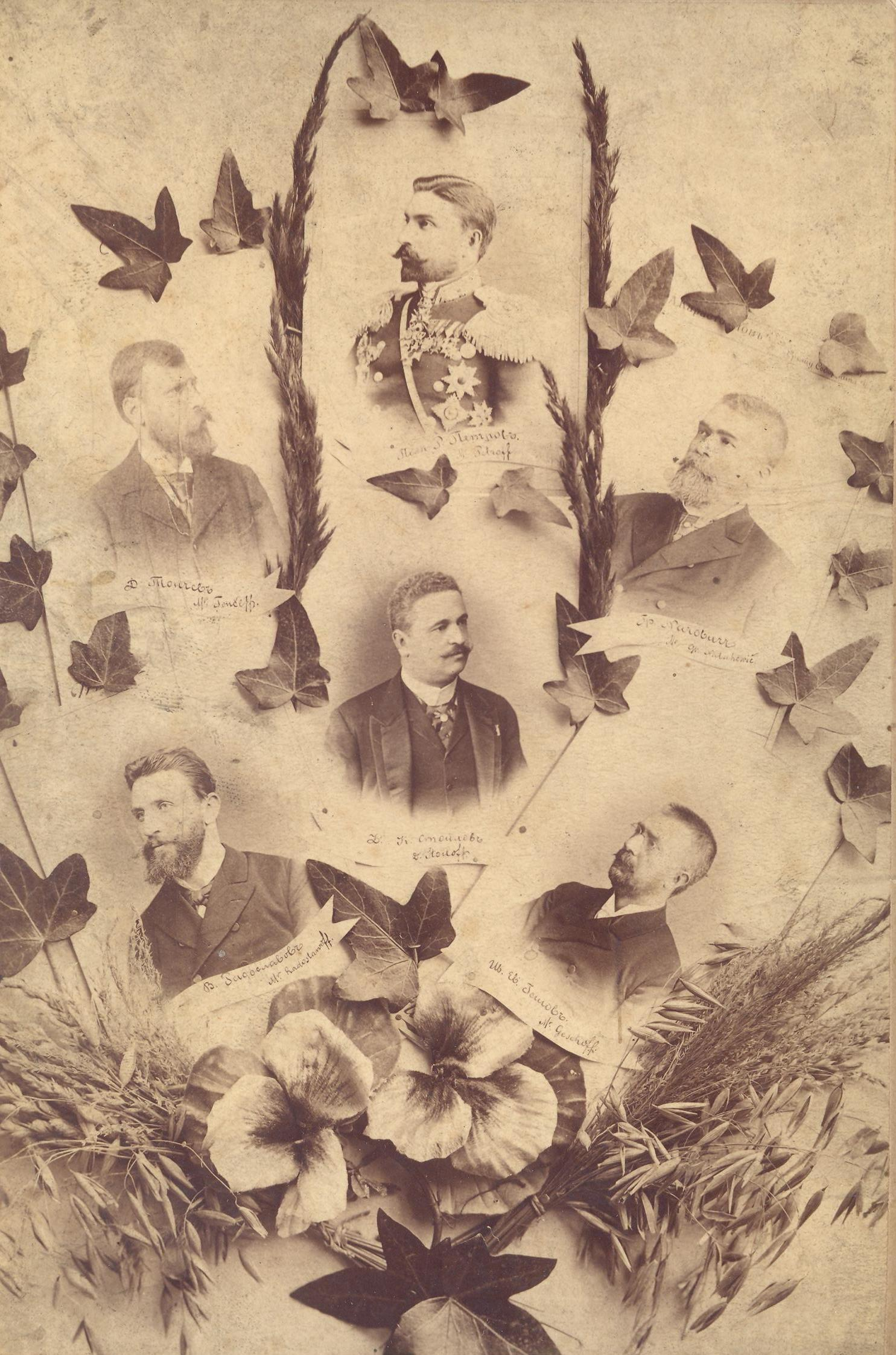
Rząd Konstantina Stoiłowa (1884)

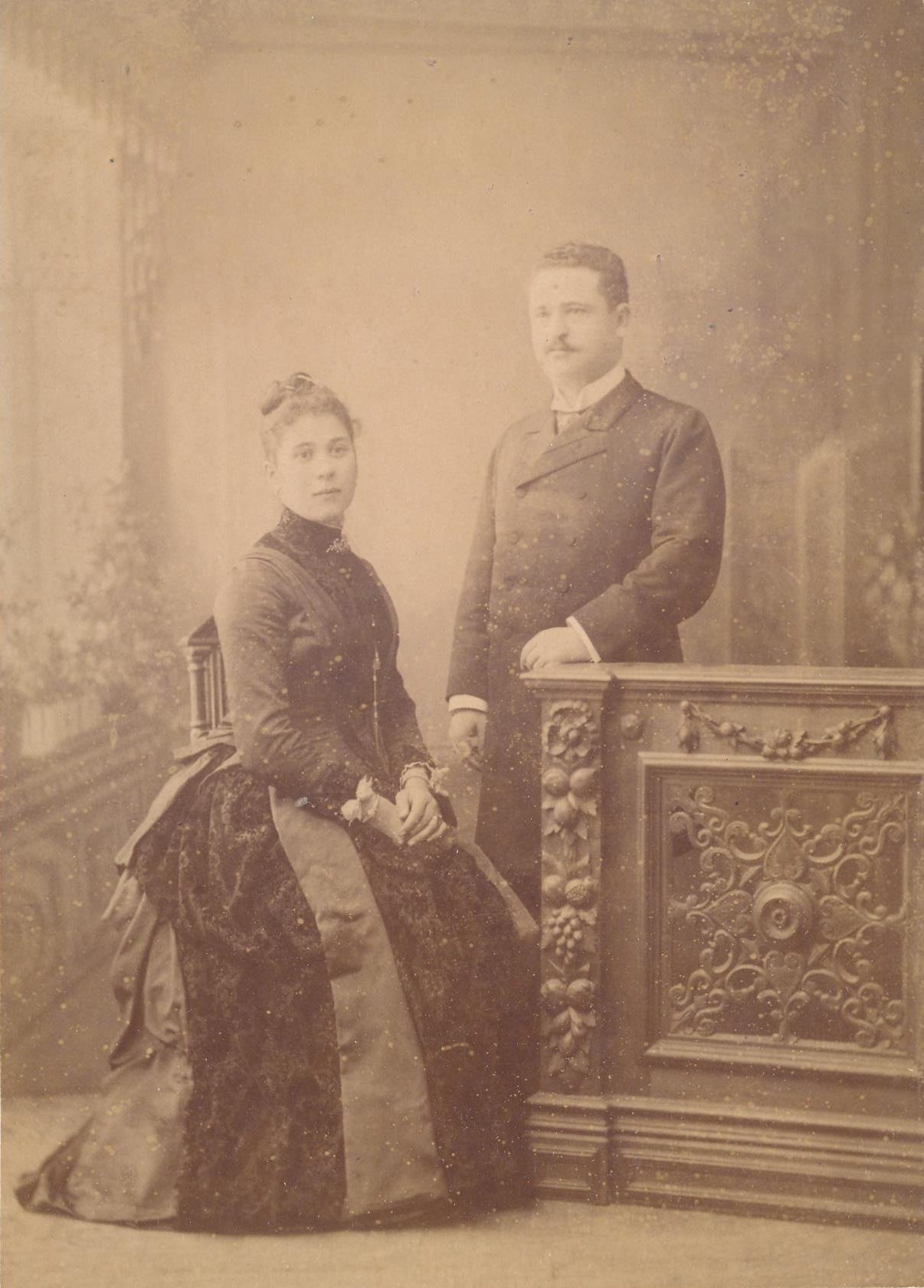
Konstantin Stoiłow z żoną Christiną

W 1894 po dymisji Stefana Stambołowa, Stoiłow otrzymał od księcia misję sformowania nowego rządu. Utworzył gabinet koalicyjny z liberałów i konserwatystów, ale wkrótce rozpoczął tworzenie własnego ugrupowania politycznego - Partii Narodowej. Stoiłow założył czasopismo Мир (Pokój) – organ partii, był też jego pierwszym redaktorem naczelnym. Po zwycięstwie w wyborach parlamentarnych 1894 utworzył nowy rząd, w którym objął funkcję premiera i ministra spraw wewnętrznych. Za jego czasów doszło do ponownej poprawy stosunków bułgarsko-rosyjskich, które znacznie pogorszyły się za rządów proaustriacko nastawionego Stambołowa. W 1895 r. bułgarska delegacja udała się do Petersbuga, uzyskując  od cara Mikołaja II zgodę na pozostanie Ferdynanda Koburga na tronie bułgarskim, ale pod warunkiem, że następca tronu Borys, wbrew pierwotnemu życzeniu rodziców-katolików, przyjmie prawosławie. Tak też się stało.
W okresie pięciu lat sprawowania urzędu Stoiłow koncentrował się również na sprawach macedońskich i zachowania wpływów bułgarskich w tej części Imperium Osmańskiego. Kolejnym jego obszarem zainteresowań była rozbudowa infrastruktury komunikacyjnej państwa bułgarskiego. Kiedy Zgromadzenie Narodowe nie wyraziło zgody na zaciągnięcie pożyczki we Francji i w Niemczech, Stoiłow w 1899 podał się do dymisji. Zmarł dwa lata później w Sofii, na zapalenie płuc.
Był żonaty (żona Christina z d. Typczileszczowa), miał czterech synów i córkę. Ulice noszące imię Stoiłowa znajdują się w Sofii, Płowdiwie, Sliwenie i w Dobriczu.